# Ah, să fii gelat!...
„Ah, să fii gelat!” (titlu original „Oh, to be a Blobel!”) este o povestire science fiction scrisă de Philip K. Dick, publicată pentru prima dată în februarie 1964 în revista Galaxy. În limba română a apărut la Editura Nemira în colecția de povestiri Furnica electrică.

## Rezumat
Povestirea se concentrează pe starea psihologică post-traumatică a foștilor agenți de spionaj din ambele tabere ale războiului dintre oameni și gelați. Gelații sunt o specie protoplasmatică unicelulară care trăiește în afara sistemului solar. Agenții de spionaj din ambele tabere suferă modificări psihice ireversibile, care le permit să ia forma celeilalte specii pentru o anumită perioadă de timp din zi. Povestirea tratează ramificațiile identității personale și sociale a agenților datorate acestei alterări.